# IN THE WIND
「IN THE WIND」（イン・ザ・ウインド）は、V6の16枚目のシングル。2000年5月10日にavex traxから発売された。

## 解説
初回限定盤はデジパック仕様。
c/wに20th Century、Coming Centuryの両方の曲が収録されるのは今作が初めてである。
振り付けは現EXILEのHIROが担当。
個々のソロパートはなく、一曲を通して全員で歌唱。
21才の男をイメージして作られたナンバーで、向かい風のときも、自分を見失わず、前へ進もうとする勇気と夢の持ち主である主人公の姿が描かれている
。

## 収録曲
1. IN THE WIND [5:00]
作詞：小幡英之
作曲：佐藤竹善
編曲：小林信吾
2. Start me up [4:40] - 20th Century
作詞：真木須とも子
作曲・編曲：朝本浩文
  - キリンビバレッジ「トロピカーナ」CMソング
3. Wild Style [4:00] - Coming Century
作詞：CHINO
作曲：笹本安詞
編曲：鈴木雅也
4. IN THE WIND（カラオケ）
5. Start me up（カラオケ）
6. Wild Style（カラオケ）

## 収録アルバム
- 『"HAPPY" Coming Century, 20th Century Forever』（#1）
  - アルバムバージョンを収録。（初回限定盤ではメドレーの1曲としても収録。）
- 『Very best』（#1, 2）
- 『Best of Coming Century 〜Together〜』（#3）
- 『SUPER Very best』（#1）
- 『Very6 BEST』（#1）
  - 通常盤のDISC3にリアレンジ・レコーディングバージョン、あなたの名前入りスペシャル盤にシングルバージョンを収録。